# جان دي بومونت
جان دي بومونت هو لاعب رماية وشخصية أعمال وسياسي فرنسي، ولد في 13 يناير 1904 في باريس في فرنسا، وتوفي بنفس المكان في 12 يونيو 2002.

## مناصب
- انتخب نائب الرئيس اللجنة الأولمبية الدولية (1970 – 1974).
- انتخب رئيس [الإنجليزية]‏ Cercle de l'Union interalliée [الإنجليزية]‏ (1975 – 1999).
- انتخب رئيس [الإنجليزية]‏ لجنة أولمبية وطنية (1967 – 1971).
- انتخب نائب فرنسي كوجين صين الفرنسية [الإنجليزية]‏ (3 مايو 1936 – 31 مايو 1942).

## وصلات خارجية
- جان دي بومونت على موقع الاتحاد الدولي (الإنجليزية)
- جان دي بومونت على موقع اللجنة الأولمبية الدولية (الإنجليزية)
- جان دي بومونت على موقع أوليمبيديا (الإنجليزية)